# Il pollice verde sono io
Il pollice verde sono io è stato un rotocalco televisivo dedicato al mondo "green", andato in onda dal 2015 al 2016 su LA7 ogni sabato alle 12 per una durata di 50 minuti.

## Descrizione
Il programma era dedicato alla natura, all'alimentazione, al giardinaggio e alla salute in cui Luca Sardella si recava in vari luoghi italiani, alla scoperta della varie tradizioni.
Dopo un primo ciclo di 6 puntate, andate in onda a fine agosto, da sabato 21 novembre è partita la seconda edizione che si concluderà a fine aprile 2016.

### La rubrica
All'interno della trasmissione c'è anche una rubrica curata da Daniela Sardella. Lo spazio è chiamato "Le signore del verde" e si occupa di intervistare donne famose che hanno una forte passione per la natura.
Inizialmente il programma doveva andare in onda solo nel periodo estivo del 2015, ma dato il successo riscosso è stato deciso di farlo andare in onda fino al 2016.
La sigla del programma è cantata dallo stesso Sardella.